# Естел Харис
Естел Харис (енгл. Estelle Harris; Њујорк, 22. април 1928 — Палм Дезерт, 2. април 2022) била је америчка глумица. Најпознатија је по улогама Естел Костанза у ситкому Сајнфелд и Госпође Кромпироглаве у франшизи Прича о играчкама.